# السی (اورگون)
السی، اورگون (به انگلیسی: Alsea, Oregon) یک منطقهٔ مسکونی در ایالات متحده آمریکا است که در اورگن واقع شده‌است.

## خصوصیات
السی ۸۹٫۰ متر بالاتر از سطح دریا واقع شده‌است.